# Kai Brown
Kai Brown (12 de febrero de 1986) es un jugador profesional de fútbol americano que juega en la posición de linebacker para Sacramento Mountain Lions en la United Football League. De colegial jugo con Brown.
También jugó con Saskatchewan Roughriders en la Canadian Football League.

## Estadísticas UFL
|           |        | Recepción | Recepción | Recepción | Recepción | Recepción | Defensa | Defensa | Defensa | Defensa | Defensa | Defensa |
| Temporada | Equipo | N.º       | Yds       | Avg       | TD        | Lg        | Tkl     | Ast     | Tot     | Sck     | Yds     | FF      |
| 2009      | CAR    | 1         | 2         | 2.0       | 1         | 2         | 3       | 2       | 4.0     | 0.0     | 0       | 0       |
| 2010      | SML    | 2         | 7         | 3.5       | 0         | 4         | 6       | 0       | 6.0     | 0.0     | 0       | 0       |
| Total     | Total  | 3         | 9         | 3.0       | 0         | 4         | 9       | 2       | 10.0    | 0.0     | 0       | 0       |